# Oberlandesgericht Königsberg

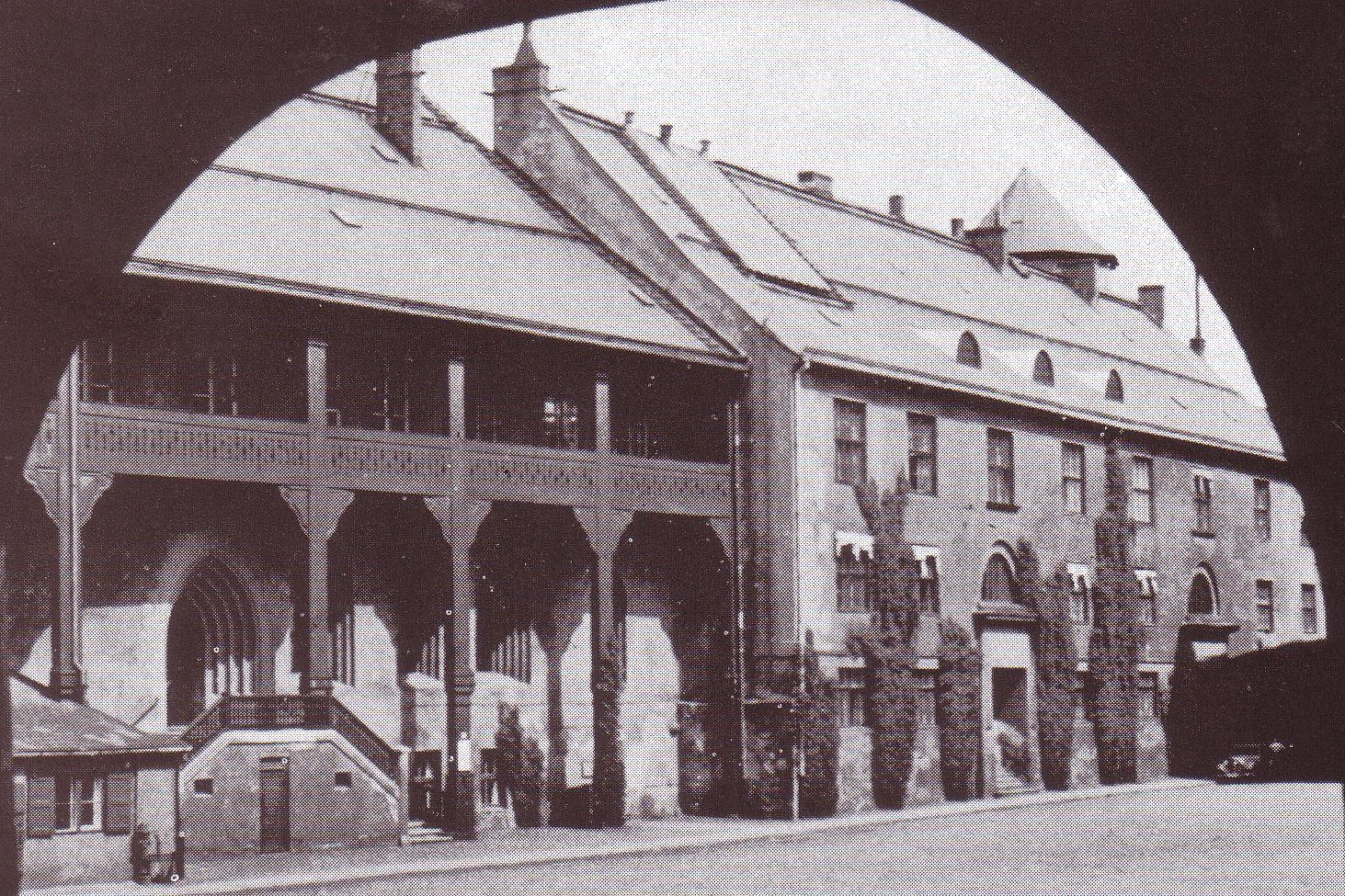
Nordflügel vom Königsberger Schloss: Oberlandesgericht und Blutgericht (ganz links unten), 1920

Das Oberlandesgericht Königsberg war ein Oberes Gericht in Ostpreußen. Der Sitz war Königsberg (Preußen). Das Oberlandesgericht stand seit Inkrafttreten der Reichsjustizgesetze in der Tradition des 1657 gegründeten früheren Oberappellationsgerichts Königsberg.

## Unterstellte Gerichte

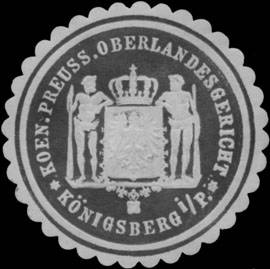
Siegelmarke bis 1918

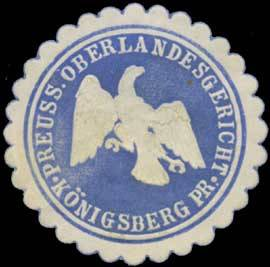
Siegelmarke 1921–1933

Zum Oberlandesgerichtsbezirk Königsberg gehörten am 1. Oktober 1879 zunächst sechs Landgerichte mit 70 Amtsgerichten; schon 1882 kam ein weiteres Amtsgericht in Wischwill hinzu und durch Teilung des Landgerichtsbezirks Tilsit entstand 1885 der neue Landgerichtsbezirk Memel; seither blieb die Anzahl der Gerichte – bis zum Verlust von Preußisch Litauen und Soldau – unverändert:
1. Landgericht Allenstein (10) – Allenstein, Gilgenburg, Hohenstein, Neidenburg, Ortelsburg, Osterode, Passenheim, Soldau (1920 an Polen abgetreten), Wartenburg und Willenberg
2. Landgericht Bartenstein (17) – Barten (Kreis Rastenburg), Bartenstein, Bischofsburg, Bischofstein, Domnau, Friedland, Gerdauen, Guttstadt, Heilsberg, Kreuzburg, Landsberg, Nordenburg, Preußisch Eylau, Rastenburg, Rößel, Schippenbeil und Seeburg
3. Landgericht Braunsberg (10) – Braunsberg, Heiligenbeil, Liebstadt, Mehlsack, Mohrungen, Mühlhausen, Preußisch Holland, Saalfeld (Ostpreußen), Wormditt und Zinten
4. Landgericht Insterburg (6) – Darkehmen, Goldap, Gumbinnen, Insterburg, Pillkallen und Stallupönen
5. Landgericht Königsberg (8) – Allenburg, Fischhausen, Königsberg, Labiau, Mehlauken, Pillau, Tapiau und Wehlau
6. Landgericht Lyck (10) – Angerburg, Arys, Bialla, Johannisburg, Lötzen, Lyck, Marggrabowa, Nikolaiken, Rhein und Sensburg
7. Landgericht Tilsit (6) – Heinrichswalde, Kaukehmen, Ragnit, Skaisgirren, Tilsit und Wischwill
8. Landgericht Memel (4) – Heydekrug, Memel, Prökuls, Ruß.

Der Gerichtsbezirk hatte eine Fläche von insgesamt rund 36.990 km2 mit einer Einwohnerzahl im Jahr 1890 von 1.958.663. Das Landgericht Zichenau wurde während der deutschen Besetzung Polens 1939 mit Erlass vom 26. November 1940 als neuntes Landgericht im Bezirk des Oberlandesgerichtes Königsberg gebildet. Im Zuge des am 22. Juni 1941 begonnenen deutschen Angriffs auf die Sowjetunion wurde Białystok von der Wehrmacht besetzt und dort später das Landgericht Bialystock als 10. Landgericht im Oberlandesgerichtsbezirk geschaffen. In der Endphase des Zweiten Weltkriegs wurden evakuierte Teile des Gerichtspersonals in Rostock und ab 24. Februar 1945 in Schwerin zu einer „Auffangstelle für die Justiz aus dem Freimachungsgebiet Königsberg“ verlegt.

## Persönlichkeiten

### Behördenleiter

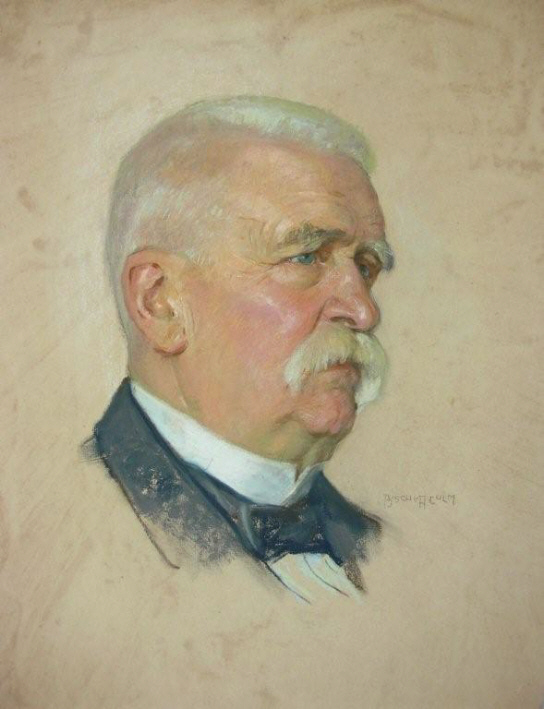
Wilhelm Schimmelpfennig, Richter (Ernst Bischoff-Culm, 1910)

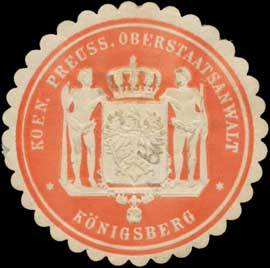
Siegelmarke des Oberstaatsanwalts bis 1918

Präsidenten
1819–9999: Carl von Wegnern
1832–1868: Friedrich von Zander
1879–1885: Karl Gustav von Goßler
1886–9999: unbesetzt
1887–1899: Ernst von Holleben
1900–1911: Karl Ludwig von Plehwe
1913–1921: von der Trenck
1922–1925: Karl Eichner
1926–1927: Max Witte
1928–9999: Bruno Krüger
1929–1931: Hugo Holthöfer
1932–1933: Walter Moehrs, Präsident des OLG Frankfurt am Main (1946–1948)
1933–1934: Otto Minde
1934–1937: Otto Hardt
1937–1944: Max Draeger
1945–9999: Max Engel
Oberstaatsanwälte/Generalstaatsanwälte
1880–1888: Otto Saro
1889–9999: unbesetzt
1890–0000: Dahlke
1892–1899: Karl Ludwig von Plehwe
1901–1911: E. P. F. Voswinckel
1913–1920: Preuß
1922–1929: Krause
1930–9999: Krause-Harder
1930–1933: Hans Danckwortt
1934–0000: Franz Hagemann
1937–0000: Günther Vollmer
1939–0000: Curt Capeller
1943–0000: Fritz Szelinski
1945–9999: Heinz Büttner

### Weitere Richter
- Hugo Hoerner (1895–1906)
- Alfred Funk (ab 1939 Senatspräsident)

## Bedeutende Verfahren
Im Jahre 1842 wurde Johann Jacoby wegen Majestätsbeleidigung und „frechen, unehrerbietigen Tadels der Landesgesetze“ zu zweieinhalb Jahren Festungshaft verurteilt. Im Jahre 1904 fand am Landgericht Königsberg der Königsberger Geheimbundprozess gegen Otto Braun und andere statt.